# 쿼크시대
쿼크시대(Quark epoch)는 물리 우주론에서 중력, 전자기력, 강력과 약력이 형성되기 시작한 시기를 뜻한다. 그러나 여전히 쿼크들이 하드론의 형태로 묶여있기엔 온도가 너무 높았다. 쿼크시대는 빅뱅 이후 10−12초이며 이는 약전자기가 전자기력과 약력으로 나뉘며 끝나는 약전자기 시대 이후이다. 쿼크시대 동안 우주는 뜨거운 쿼크-글루온 플라즈마와 쿼크, 렙톤 등으로 채워졌다. 쿼크들의 충돌은 쿼크가 메손이나 바리온으로 합쳐지기엔 너무 에너지가 컸다. 쿼크시대는 우주가 생성된지 10−6초가 지난 후에 끝났다. 쿼크들의 평균 에너지가 떨어져 하드론으로 붙기 시작했다. 이 시기 동안 쿼크는 하드론으로 묶였으며, 이를 하드론 시대라고 한다.

## 같이 보기
- 우주의 역사
- 우주론